# Nawsie (Bolęcin)
Nawsie – część wsi Bolęcin w Polsce położona w województwie małopolskim, w powiecie chrzanowskim, w gminie Trzebinia.
W latach 1975–1998 Nawsie administracyjnie należało do województwa katowickiego.